# Stazione di Cisano-Caprino Bergamasco
Stazione di Cisano-Caprino Bergamasco vasútállomás Olaszországban, Lombardia régióban, mely Cisano Bergamasco és Caprino Bergamasco településeket szolgálja ki.

## Vasútvonalak
Az állomást az alábbi vasútvonalak érintik:
- Lecco–Brescia-vasútvonal

## Kapcsolódó állomások
A vasútállomáshoz az alábbi állomások vannak a legközelebb:
- Stazione di Calolziocorte-Olginate
- Stazione di Pontida